# Ивков, Авенир Алексеевич
Авени́р Алексе́евич Ивко́в (23 декабря 1816 — 17 марта 1889, Севастополь, Таврическая губерния) — вице-адмирал Русского императорского флота, участник Крымской войны.

## Биография
Образование получил в Морском кадетском корпусе, из которого выпущен 21 декабря 1835 года мичманом в Черноморский флот. Службу проходил на линейных кораблях «Силистрия», «Чесма», «Уриил» и «Селафаил»; в 1853—1854 годах командовал тендером «Проворный».
С самого начала Крымской войны находился в Севастополе и в чине лейтенанта 33-го флотского экипажа принимал участие в обороне города; в сентябре—октябре 1854 года командовал 3-м бастионом, был контужен ядром и пожалован орденом Св. Владимира 4-й степени с мечами. 6 декабря 1854 года за отличие был произведён в капитан-лейтенанты и награждён орденом Св. Георгия 4-й степени (№ 9547 по кавалерскому списку Григоровича — Степанова)
В воздаяние за отличие, оказанное при бомбардировании, в 1854 году, города Севастополя Англо-Французскими войсками и флотом
По окончании военных действий продолжил службу на Чёрном море, с 12 ноября 1856 года начальствовал над Бердянским портом и 1 января 1862 года получил чин капитана 2-го ранга.
В 1864 году зачислен в состав 2-го сводного Черноморского экипажа и 1 января 1866 года был произведён в капитаны 1-го ранга.
6 ноября 1872 года был произведён в контр-адмиралы и по болезни вышел в отставку. 30 января 1878 года вернулся на службу и был назначен комендантом Павловска, в 1879 году получил орден Св. Владимира 3-й степени. Окончательно вышел в отставку 8 августа 1883 года с производством в вице-адмиралы. Скончался 17 марта 1889 года в Севастополе.
Его сын, Николай, был генерал-майором флота, командовал крейсером «Забияка» и принимал участие в русско-японской войне.